# Panchamul
Panchamul – gaun wikas samiti w zachodniej części Nepalu w strefie Gandaki w dystrykcie Syangja. Według nepalskiego spisu powszechnego z 2001 roku liczył on 1036 gospodarstw domowych i 5093 mieszkańców (2786 kobiet i 2307 mężczyzn).